# Lijst van universiteiten in Maleisië
Dit is een lijst van universiteiten in Maleisië.
- Universiti Malaya (UM)
- Nationale universiteit van Maleisië (NUM) - Bangi (Selangor)
- Universiteit Maleisië Perlis (UniMAP) - Arau (Perlis)
- Universiteit Maleisië Sabah (UMS) - Kota Kinabalu
- Universiteit Maleisië Sarawak (UNIMAS) - Kota Samarahan (Sarawak)